# Josef von Báky
Josef von Báky (* 23. März 1902 in Zombor, Österreich-Ungarn; † 28. Juli 1966 in München) war ein ungarischer Filmregisseur. Zu seinen bekanntesten Filmen gehören Münchhausen (1943), Der Ruf (1949), Die seltsame Geschichte des Brandner Kaspar (1949) und Stefanie (1958).

## Leben
Er war der Sohn des Oberstuhlrichters (Landrats) Alexius Báky und seiner Frau Blanca, geborene Pal. Bereits vor dem Abitur arbeitete er als Filmvorführer. Josef von Báky absolvierte ab 1920 die Technische Hochschule in Budapest. Danach leitete er im Auftrag eines ungarischen Bankhauses ein Hotel an der Adria und beteiligte sich an einem Filmverleih.
1927 wechselte er nach Berlin, arbeitete als Statist und begann seine künstlerische Laufbahn als Regieassistent seines Landsmannes Géza von Bolváry. 1936 gab er mit Intermezzo sein Debüt als Spielfilmregisseur. Er machte sich mit Milieustudien und Dramen einen Namen (Die Frau am Scheidewege, Die kleine und die große Liebe) und erzielte mit Annelie 1941 einen ersten kommerziellen Erfolg. Das führte dazu, dass er 1943 den aufwendig produzierten UFA-Jubiläumsfilm Münchhausen inszenieren durfte. Für die großangelegte Produktion, es war der dritte deutsche Farbfilm, hatte Erich Kästner das Drehbuch geschrieben (wenn auch infolge einer fehlenden Schreibgenehmigung unter Pseudonym), Hans Albers spielte die Titelrolle und viele UFA-Stars wie Ilse Werner, Brigitte Horney und Leo Slezak konnten für die Besetzung gewonnen werden.
Nach dem Zweiten Weltkrieg gründete von Báky die Objectiv-Film GmbH, mit der er die beiden Trümmerfilme … und über uns der Himmel sowie Der Ruf produzierte. Danach drehte von Báky weiterhin gesellschaftskritische Filme wie Die Frühreifen, die Firmenbiografie Hotel Adlon und den Edgar-Wallace Film Die seltsame Gräfin. Für seine Kästner-Adaption Das doppelte Lottchen wurde er 1951 mit dem Filmband in Gold für den besten Spielfilm ausgezeichnet.
Josef von Báky war seit 1928 mit der ungarischen Sängerin Julia Nemeth verheiratet.

## Filmografie

### Regie-Assistenz
- 1929: Champagner
- 1929: Der Erzieher meiner Tochter
- 1929: Vater und Sohn
- 1930: Delikatessen
- 1930: Zwei Herzen im 3/4-Takt
- 1930: Ein Tango für Dich
- 1930: Das Lied ist aus
- 1930: Der Herr auf Bestellung
- 1931: Die lustigen Weiber von Wien
- 1931: Der Raub der Mona Lisa
- 1931: Liebeskommando
- 1932: Ein Lied, ein Kuß, ein Mädel
- 1934: Frühjahrsparade
- 1935: Winternachtstraum
- 1935: Stradivari
- 1936: Die Entführung
- 1936: Das Schloß in Flandern

### Regie
- 1936: Intermezzo
- 1938: Die kleine und die große Liebe
- 1938: Die Frau am Scheidewege (Asszony a válaszúton)
- 1939: Menschen vom Varieté
- 1939: Ihr erstes Erlebnis
- 1940: Der Kleinstadtpoet
- 1941: Annelie
- 1943: Münchhausen
- 1945: Via Mala
- 1947: … und über uns der Himmel
- 1949: Der Ruf
- 1949: Die seltsame Geschichte des Brandner Kaspar
- 1950: Das doppelte Lottchen
- 1953: Der träumende Mund (auch Produktion)
- 1953: Tagebuch einer Verliebten
- 1955: Du bist die Richtige
- 1955: Hotel Adlon
- 1955: Dunja
- 1956: Fuhrmann Henschel
- 1957: Robinson soll nicht sterben
- 1957: Die Frühreifen
- 1958: Stefanie
- 1958: Gestehen Sie, Dr. Corda!
- 1959: Der Mann, der sich verkaufte
- 1959: Die ideale Frau
- 1959: Marili
- 1960: Sturm im Wasserglas
- 1961: Die seltsame Gräfin